# Завтра встану и ошпарюсь чаем
«Завтра встану и ошпарюсь чаем», другое название «Завтра утром я обожгусь чаем» (чеш. Zítra vstanu a opařím se čajem) — фантастическая кинокомедия чешского режиссёра  Индржиха Полака. По одноимённому рассказу известного чешского фантаста Йозефа Несвадбы.

## Сюжет
Действие происходит в недалеком относительно времени фильма будущем (1996 год), в котором открыты элитные средства против старения, а также доступна возможность путешествия во времени.
Компания «Universum» занимается туристическими экскурсиями в прошлое — с помощью специальных космических кораблей, выходящих на орбиту и перемещающихся там во времени. После посадки обратно на планету, туристы могут обзорно наблюдать за прошлым, не выходя при этом за пределы кабин. Этой возможностью решает воспользоваться группа нацистов, которые решили вернуться в 1944 год и передать Гитлеру украденную из военного музея в Вашингтоне портативную водородную бомбу, чтобы нацистская Германия смогла одержать победу во Второй мировой войне.
Но как говорят скептики, история не терпит сослагательного наклонения! Из-за нелепой случайности, вместо нанятого нацистами ракетного пилота, нахального и циничного авантюриста Карела Буреша, раздобывшего для них коды открытия шлюзов корабля, в прошлое летит его брат близнец, скромный и добродушный романтик инженер Ян, ничего не подозревающий о коварном плане его пассажиров, и это только начало череды невероятных и смешных недоразумений, которые помешают нацистским преступникам переписать прошлое…

## В ролях
- Петр Костка — Ян Буреш и Карел Буреш
- Иржи Совак — Клаус Абард
- Владимир Меншик — Краус
- Властимил Бродский — инженер Бауэр
- Иржи Лабус — палубный механик
- Славка Будинова — Кроупова
- Йозеф Ветровец — Кроупа
- Йозеф Блага — Роусек
- Мари Росулкова — Ширли Уайт
- Отто Шиманек — Патрик Уайт
- Зузана Ондроухова — Ева Крупова
- Петр Нарожны — водитель
- Итка Зеленогорская — член персонала фирмы
- Милош Ваврушка — член СС
- Сватоплук Бенеш — старый нацист
- Роман Скамене
- Иржи Шмицер
- Юлия Юриштова и др.